# Savoia-Marchetti SM.91
Die Savoia-Marchetti SM.91 war ein Jagdbomber des italienischen Herstellers Savoia-Marchetti aus den 1940er-Jahren. Es wurde lediglich ein Prototyp gebaut, da die Maschine gegenüber anderen bereits im Einsatz befindlichen Mustern, wie zum Beispiel der Messerschmitt Me 410, keine Vorteile zeigte.

## Geschichte
Die italienische Luftwaffe Aeronautica Militare schrieb 1941 einen Langstrecken-Begleitjäger und Jagdbomber aus. Savoia-Marchetti beteiligte sich an dieser Ausschreibung mit dem Projekt „Infrarotem 91“, das als Savoia-Marchetti SM.91 bekannt wurde. Bei der SM.91 handelte es sich um einen zweimotorigen Jagdbomber, von dem 1943 ein Prototyp angefertigt wurde.
Der erste Testflug fand am 10. März 1943 statt, Testpilot war Aldo Moggi. Dieser war mit der Leistung der Maschine grundsätzlich zufrieden, stellte jedoch eine ungenügende Steigleistung fest, die sich im Luftkampf negativ auswirken würde. Die Testflüge in Italien dauerten bis September 1943. Danach wurde der Prototyp für weitere Tests nach Deutschland überführt, für die deutsche Hoheitszeichen angebracht wurden. Der Prototyp wurde am 27. Dezember 1944 bei einem Bombenangriff der US Air Force zerstört. Die Savoia-Marchetti SM.91 erwies sich allen schon vorhandenen Flugzeugen der deutschen Wehrmacht, wie z. B. der Me 410, als gleichwertig oder unterlegen, so dass man auf eine Serienproduktion verzichtete.

## Konstruktion
Die Savoia-Marchetti SM.91 war ein Ganzmetall-Mitteldecker mit einziehbarem Fahrwerk. Die Bauweise bestand aus einer Rumpfgondel und zwei Leitwerksträgern, ähnlich der bei der Lockheed P-38 gewählten konstruktiven Auslegung.

### Antrieb
Der Antrieb der Maschine bestand aus zwei flüssigkeitsgekühlten 12-Zylinder-V-Motoren Daimler-Benz DB-605A-1, die in Lizenz von Alfa Romeo unter der Bezeichnung „Alfa Romeo RA-RC 58. 1050 Tifon“ hergestellt wurden. Die 2 × 1475 PS Maximalleistung verliehen der Maschine eine hohe Leistungsfähigkeit im Luftkampf. Bei 400 km/h Marschgeschwindigkeit in einer Höhe von 3000 m entwickelten die Motoren eine Dauerleistung von 2 × 1175 PS.

### Bewaffnung
Der Prototyp war mit fünf Kanonen MG 151/20 bewaffnet: drei davon in der Gondel und jeweils eine in jeder Tragfläche. Die Nutzlast der SM.91 war im Normalfall auf 500 kg beschränkt, konnte aber bis 1000 kg erweitert werden. Dadurch konnten vier 100-kg-, vier 160-kg- oder zwei 250-kg-Bomben mitgeführt werden. In Deutschland wurde die Maschine mit zwei 500-kg-Bomben oder zwei bis vier 250-kg-Bomben getestet. Die Maschine wurde aber selten mit mehr als 500 kg Bombenlast geflogen. Die Besatzung der SM.91 bestand zwar aus zwei Mann. Da in der Beschreibung kein Hinweis auf einen Heckschützen oder ein Heck-MG enthalten ist, bleibt unklar, ob es sich beim zweiten Mann um einen Bomben- oder Heckschützen handelte.

## Technische Daten

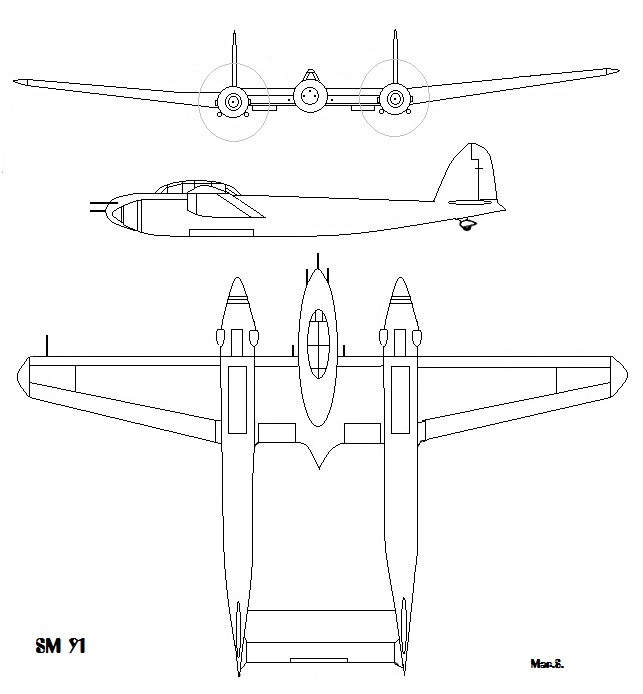
Dreiseitenriss SM.91

| Kenngröße             | Daten                                                       |
| --------------------- | ----------------------------------------------------------- |
| Besatzung             | 2                                                           |
| Länge                 | 13,25 m                                                     |
| Spannweite            | 19,70 m                                                     |
| Höhe                  | 3,85 m                                                      |
| Flügelfläche          | 41,90 m²                                                    |
| Flügelstreckung       | 9,3                                                         |
| Propellerfläche       | 7,74 m²                                                     |
| Leermasse             | 6410 kg                                                     |
| Startmasse            | 8920 kg                                                     |
| max. Startmasse       | 9200 kg                                                     |
| Antrieb               | 2 × Alfa Romeo RA-RC 58. 1050 Tifon mit 1.475 PS (1.085 kW) |
| Höchstgeschwindigkeit | 582 km/h in 4000 m Höhe                                     |
| Reisegeschwindigkeit  | 400 km/h in 3000 m Höhe                                     |
| Dienstgipfelhöhe      | 11.000 m                                                    |
| Steigleistung         | 12 m/s                                                      |
| Reichweite (max.)     | 1190 km (1550 km)                                           |
| Bewaffnung            | fünf Kanonen MG 151/20, bis maximal 1000 kg Bomben          |